# شاهدخت آملیا بریتانیا
پرنسس آملیا از انگلستان (۷ اوت ۱۷۸۳–۲ نوامبر ۱۸۱۰) پانزدهمین و آخرین فرزند و دختر ششم پادشاه جورج سوم پادشاهی انگلستان و همسرش شارلوت از مکلنبورگ-استرلیتز بود. او اولین دختر آنها بود که جان خود را از دست داد و فرزند سوم که قبل از آنها مرد.

## اوایل زندگی

پرنسس آملیا در سال ۱۷۸۵

پرنسس آملیا در ۷ اوت ۱۷۸۳ در ویندزور، به دنیا آمد او کوچکترین فرزند جورج سوم و ملکه شارلوت از۱۵ کودک آنها و همچنین تنها فرزند متولد شده در قلعه ویندزور بود.  اغلب گفته می‌شود که او مورد علاقه پدرش بود. پدرش با محبت او را «امیلی» نامید. وی پس از مرگ زود هنگام دو برادر بزرگترش، اکتاویوس (۲۳ فوریه ۱۷۷۹–۳ مه ۱۷۸۳) و آلفرد (۲۲ سپتامبر ۱۷۸۰–۲۰ اوت ۱۷۸۲) به دنیا آمد.  این مرگ‌ها تقریباً شش سال فاصله بین آملیا و نزدیکترین خواهر و برادر زنده مانده او، پرنسس سوفیا را به وجود آورد. وی بیست و یک سال از برادر بزرگترش جورج و تقریباً هفده سال از خواهر بزرگترش، شارلوت، جوانتر بود. 
آملیا در هفدهم سپتامبر سال ۱۷۸۳ توسط جان مور، اسقف اعظم کانتربری، در کلیسای سلطنتی، کاخ سنت جیمز تحت تعمید قرار گرفت. پدر و مادر خوانده او شاهزاده ولز (برادر بزرگتر آملیا)، شاهزاده خانم رویال (خواهر بزرگترش) و پرنسس آگوستا سوفیا (خواهر بزرگتر دومش) بودند. او پانزدهمین نفر از خواهر و برادرانش بود که که در آنجا تعمید داده شد.  او بعدها توسط اسقف اعظم در ۲۴ دسامبر ۱۷۹۹تصدیق شد.
به زودی پس از مرگ اکتاویوس و اندکی قبل از پایان جنگ بین بریتانیای بزرگ و ایالات متحده، تولد آمیلی باعث شد تا آغاز دوره جدیدی از امید احساس شود و حتی از بدو تولد از او انتظار زیادی می‌رفت.  بزرگترین خواهر او وقتی که آملیا تنها یک ماه داشت به شاهزاده ویلیام نوشت:"خواهر شلوغ ما بی شک یکی از زیباترین فرزندانی است که من تا به حال دیده‌ام ."  انتظار می‌رفت که او به اندازه اوکتاویوس، فرزند محبوب قبلی پدرش، زیبا، جذاب و موفق باشد.  به دلیل درگذشت دو برادرش، آملیا به عنوان فرزند مورد علاقه پدرش در نظر گرفته می‌شد.  
از سنین پایین آملیا از جایگاه خود آگاه بود. یک داستان عامه پسند است که وقتی سارا سیدونز تراژیدر مشهور ابراز تمایل کرد که کودک زیبا را ببوسد، آملیا «... فوراً دست کوچک خود را برای بوسیدن نگه داشت، چراکه او رفتارهای سلطنتی را خیلی زود آموخته بود.»  آملیا به عنوان کوچکترین سیزده فرزند بازمانده، بیشتر وقت خود را با خواهرانش مری و سوفیا گذراند و در اقامتگاه‌های مختلف سلطنتی زندگی کرد. از ابتدا، سه شاهزاده خانم جوانتر به اندازه خواهران بزرگترشان توجه والدین را به خود جلب نکردند و زمان زیادی را دور از پادشاه و ملکه گذراندند و بیشتر از طریق نامه با آنها ارتباط برقرار می‌کردند.
به نظر می‌رسد که این سه خواهر سرگردان تر از خواهران بزرگترشان بودند، همان‌طور که از رفتارشان هنگام نشستن برای نقاشی یک پرتره آنها در سال ۱۷۸۵ مشهود است. در سال ۱۷۷۰، یوهان زوفانی با کمی دردسر موفق به کشیدن نقاشی از پادشاه، ملکه و هر شش فرزند بزرگتر بود. اما در سال ۱۷۸۵، با جان سینگلتون کوپلی با سختی فراوان توانست که سگ‌ها، پرندگان و به ویژه سه فرزند سلطنتی را در خانه بکشند بعد از آن او هرگز یک پرتره دیگر را نقاشی نکرد.  مقایسه با تحصیلات با دقت برنامه‌ریزی شده‌ای که به شارلوت، آگوستا، و الیزابت داده شده بود، تحصیلات داده شده به مری، سوفیا و آملیا بسیار کمتر بود. آملیا تنها پنج سال داشت که پدرش اولین دوره جنون خود را متحمل شد. به خاطر سلامت رو به زوال پدرش، او هرگز نزدیکی و محبت را آنگونه که خواهران بزرگترش در سالهای اولیه از خانواده خود دریافت کرده بودند، تجربه نکرد.

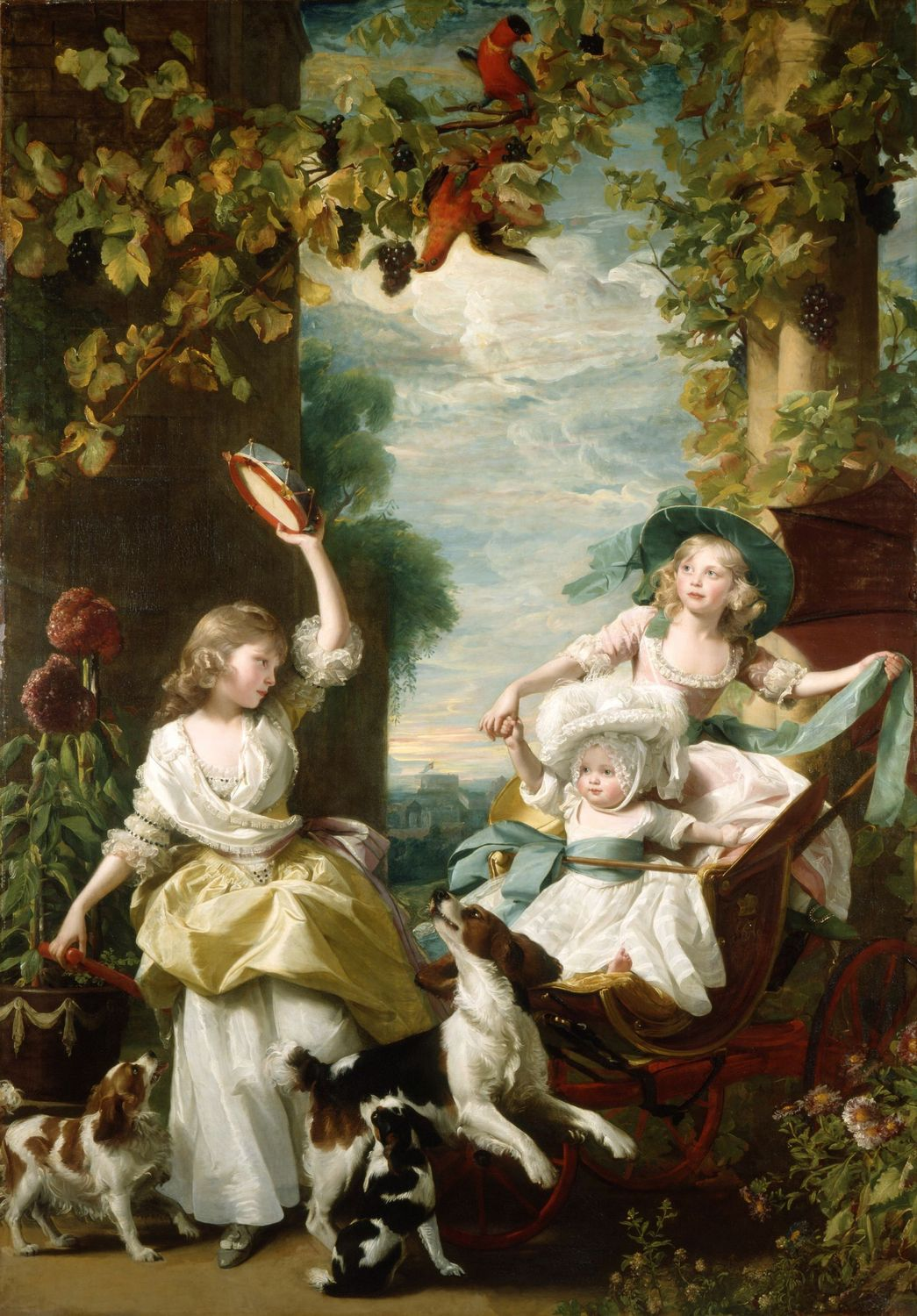
سه پرنسس جوانتر، توسط جان سینگلتون کوپلی، ۱۷۸۵ (آملیا نوپا است)

قبل از سال ۱۷۸۸، شاه جورج به دختران خود گفته بود که آنها را به هانوور می‌فرستد تا شوهر مناسب خود را پیدا کنند.  هرچند او به خاطر ازدواج ناموفق خواهرش می‌ترسید. وی اظهار داشت، «من منکر این نمی‌شوم که آرزو دارم آنها هرگز ازدواج نکنند چون از کنارشان بودن خوشحالم و نمی‌خواهم از آنها جدا شوم.» اما، پادشاه اولین سال جنون خود را در آن سال متحمل شد، هنگامی که آملیا پنج سال داشت. دوره‌های بعدی جنون در ۱۸۰۱ و ۱۸۰۴ اتفاق افتاد. مسئله ازدواج به ندرت مطرح می‌شد. زیرا ملکه شارلوت می‌ترسید که موضوع ازدواج دخترانش، که همیشه پادشاه را نگران می‌کرد، او را به سمت جنون سوق دهد. علاوه بر این، ملکه، به دلیل بیماری خود تحت فشار قرار گرفت و می‌خواست که شاهزاده خانمها در کنار او بمانند.  
آملیا و خواهرانش، شارلوت، آگوستا سوفیا، الیزابت، مری و سوفیا بیش از حد منزوی بودند و این موضوع ملاقات با خواستگارهای واجد شرایط را محدود می‌کرد. 

### بیماری
در سال ۱۷۹۸، پرنسس آملیا دردی در مفصل زانو پیدا کرد و برای بهبودی به شهر ساحلی بزرگ وورتینگ فرستاده شد. او به پدرش نوشت، «مطمئناً بخار و آبگرم که برای دردم استفاده می‌شود مفید خواهد بود و بنابراین به شما اطمینان می‌دهم که من بهتر هستم.»  سال بعد، آملیا به اندازه کافی بهبود یافت تا به خانواده خود در ویموث بپیوندد.  در طول زندگی، آملیا اغلب از سلامت برخوردار نبود. در پانزده سالگی، او شروع به بروز علائم اولیه ای کرد که بعداً معلوم شد سل است. 
در سال ۱۸۰۱، شاهزاده خانم برای بهبود سلامت در ویموت به بیمارستان اعزام شدند.  از جمله کسانیکه همراهی اش می‌کردند، هون. چارلزفیتزروی، یک میرآخور ۲۱ سال مسن تر از او، و پسرش بارون اول ساوتهمپتون بودند.   آملیا عاشق میرآخور شد و دوست داشت که با او ازدواج کند.  ملکه توسط یک خدمتکار از ماجرا مطلع شد اما ار آن چشم پوشی کرد. چون طبق قانون پارلمان شاهزاده خانم نمی‌توانست تا قبل از ۲۵ سالگی ازدواج کند و چنین ازدواجی قانونی نبود و ممکن بود حال روانی پادشاه را وخیم تر کند.
در سال ۱۸۰۸، آملیا حمله شدیدی به سرخک داشت و فضای دلگیر خانه حال او را حتی بدتر کرد. پادشاه جورج با نگرانی تصمیم گرفت آملیا را به همراه خواهرش مری به ویموت بفرستد. حال او فقط کمی بهبود یافته بود، اما او با استراحت در محیطی بی سر و صدا ا حساس راحتی پیدا کرد. در سال ۱۸۰۹، گاهی اوقات می‌توانست پیاده‌روی‌های کوتاهی در باغ داشته باشد. این پیشرفت موقتی بود و در اوت سال ۱۸۱۰ بیماری او شدیدتر شد، در اکتبر همان سال او گرفتار آتش‌سوزی سنت آنتونی (اریسیسپلا) شد، که تمام امیدها را از او قطع کرد و او را در روز ۲۵ام به به بستر کشاند. پادشاه پزشکان دخترش را هر روز ساعت هفت صبح و روزی سه یا چهار بار احضار می‌کرد و از آنها به‌طور جزئی از وضعیت حال وی سؤال می‌کرد. او چند روز در بستر و منتظر آخرین خواهر دلسوز خود، مری بود. مرگ وی در همان روز تولد برادرش ادوارد، ۲ نوامبر اتفاق افتاد. 
شاهزاده خانم در حال مرگ یک حلقه عزاداری داشت که برای پادشاه ساخته شده بود، که موهایش زیر کریستال قفل شده و دورش از الماس تشکیل شده بود. پادشاه با دریافت آن، اشک ریخت.  به غیر از آن، آملیا امر کرد که تمام دارایی اش به چارلز فیتز روی داده شود.  آملیا در طاق سلطنتی در کلیسای سنت جورج، ویندزور به خاک سپرده شد.   برادر بزرگتر او کهبه جورج چهارم مشهور است درخواست نقاب مرگ وی را داده‌است..

## پس از مرگ
وفات وی منجر به کاهش سلامتی پدرش و نهایتاً جنون وی شد    به گفته پزشک ویلیس، پادشاه بعداً گریه می‌کرد و می‌گفت:"با روشی وحشی، یکنواخت و هذیان آور ،" اوه امیلی [پرنسس آملیا]، چرا پدرتان را نجات نمی‌دهید؟ من از تمام پزشکان متنفرم. .. " 
آملیا به عنوان دختری زیبا و باریک و دارای لبهای یاقوت و موهای کم‌پشت توصیف شده‌است. با این حال، گفته می‌شود که او مهربان، حساس، غیرخودخواه و باهوش بوده‌است. آملیا مورد علاقه هر دو شاهزاده ولز و دوک سوسکس بود که او را «موجودی دوست داشتنی» نامیدند. آملیا اورا را تحسین می‌کرد و یک بار به او گفت که همیشه او را بیشتر از برادرهای دیگر خود دوست داشته‌است. شاهزاده هم به نوبه خود او را دوست داشت شاید بیشتر از خواهران دیگرش (به استثنای شاهزاده خانم ماری) و هنگام مرگ آملیا بسیار تحت تأثیر قرار گرفت که پس از تشییع جنازه او، دیگر هرگز در اتاقی که توسط چند شمع موم روشن نشده بود، نمی‌تواند بخوابد.  او همچنین به یاد او بیش از سه سال پس از رحلت اش، اشک ریخت. 

## عناوین، سبک‌ها، افتخارات و نشان خانوادگی

### نشان خانوادگی
از سال ۱۷۸۹، آملیا به عنوان یک دختر با اقتدار، از نشان پادشاهی استفاده کرده بود، که با یک برچسب سه تایی تفاوت داشت، نقطه مرکزی که دارای یک گل رز قرمز است، نقاط بیرونی که هر کدام دارای یک قلب قرمز است.

### کتابشناسی - فهرست کتب
- Black, Jeremy (2006). George III: America's Last King. Yale University Press. ISBN 0-300-11732-9.
- Fraser, Flora (2004). Princesses: The Six Daughters of George III. London: John Murray. ISBN 0-7195-6109-4.
- Hibbert, Christopher (2000). "george+III"+princess+amelia&hl=en&ei=6nmvTrHqH46_gAfMnoXPAQ&sa=X&oi=book_result&ct=result&resnum=6&ved=0CEMQ6AEwBQ#v=onepage&q=princess%20amelia&f=false George III: A Personal History. Basic Books. ISBN 0-465-02724-5.
- Panton, Kenneth J. (2011). Historical Dictionary of the British Monarchy. Scarebrow Press, Inc. ISBN 0-8108-5779-0.
- Purdue, A.W. (2004). "George III, Daughters of (act. 1766–1857)". Oxford Dictionary of National Biography. doi:10.1093/ref:odnb/42012. Retrieved 25 August 2011. (subscription required for online access)
- Weir, Alison (2008). Britain's Royal Families, The Complete Genealogy. London: Vintage Books. ISBN 978-0-09-953973-5.
- Willson, Beckles (1907). George III, as man, monarch and statesman. London: T.C. & E.C. Jack. p. 549. ISBN 0-559-65439-1. princess amelia.
- Hibbert, Christopher (2007). George IV: The Rebel Who Would be King. St. Martin's Griffin. ISBN 1-4039-8379-8.